# 리처드 프라이스

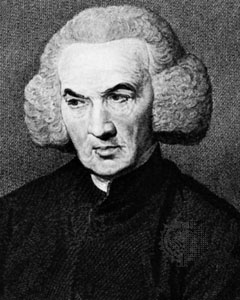
리처드 프라이스

리처드 프라이스(Richard Price, 1723년 2월 23일 ~ 1791년 4월 19일)는 영국의 도덕철학자이자 정치철학자이다.

## 생애

### 초기 활동
프라이스는 1723년 2월 23일 글래모건셔의 틴턴에서 비국교도 목사의 아들로 태어났다. 처음에 그는 사교육을 받다가 런던에서 비국교도 학교를 다녔고, 이후 스톡 뉴잉턴에서 목사로 일하였다. 1757년 그는 레스터셔의 벨그레이브 출신인 사라 블룬델과 결혼하였다. 1767년 그는 그의 설교를 책으로 출판하였고, 이로 인해서 프라이스는 셸번 공작의 관심을 받을 수 있었다. 이 일로 인해 프라이스의 명성은 높아졌으며, 이후 그의 활동에도 영향을 주었다. 프라이스는 재정적, 정치적 문제에 대한 글을 썼는데, 그는 이를 통해서 널리 알려질 수 있었다.
1769년 프라이스가 벤자민 프랭클린에 보낸 편지를 보면 그는 삶의 기대, 인류의 증가, 런던의 인구에 대한 연구를 하고 있었다는 것을 알 수 있다. 그는 이 결과를 같은 해에 Philosophical Transactions에 제출하였다. 1770년 5월에 그는 왕립 학회에 논문을 발표하기도 하였다. 이러한 출판물들로 인하여 사회적인 보장과 이익에 대해서 이루어지고 있던 부적절한 계산법에 대해서 관심을 불러일으켰다. 1769년 프라이스는 글래스고 대학교에서 박사학위를 취득하였고 1771년 Appeal to the Public on the Subject of the National Debt를 저술하였다. 이 책은 소(少) 윌리엄 피트에게 영향을 주어 로버트 월폴이 1716년에 세웠고 1733년에 폐지된 국채 소멸을 위한 기금 재조성에 영향을 주었다. 그러나 당시에는 오버스톤 남작 사무엘 존스-로이드로부터 비판받기도 하는 등 잘 받아들여지지 않았다.

### 미국 식민지 문제
프라이스는 이후 미국 식민지 문제로 관심을 돌렸다. 처음에 그는 전쟁에 크게 반대하였고, 1776년에 Observations on Civil Libertry and the Justice and Policy of the War with America를 출판하였다. 이 책은 큰 관심을 얻었고 어떤 사람들은 이 책에 대해서 찬사를 아끼지 않았으나 요크 대주교 윌리엄 마크햄, 존 웰슬리, 에드먼드 버크를 포함한 다른 사람들은 이를 비판하였다. 프라이스는 영국에서 가장 널리 알려진 사람 중 한 명이 되었다. 1777년에도 미국과의 전쟁, 영국의 채무 등에 대한 책자를 내놓았다. 그는 당시 미국 독립에 상당한 영향을 끼친 것으로 평가받았었다. 또한 그는 벤자민 프랭클린과 친한 관계를 유지하고 있었으며, 안 로베르 자크 튀르고와도 교류하였다. 1778년 그는 미국 의회로부터 초청받아 재정 관리에 대한 자문을 할 것을 요청받았다. 프라이스는 가족과 모국을 떠나는 것을 원치 않았고 따라서 이를 거절하였다. 1781년 그는 예일 대학교로부터 박사학위를 받았다.
프라이스의 가장 친한 친구 중 한 명은 조지프 프리스틀리였다. 그들은 도덕과 형이상학에 대해서 상반된 견해를 가지고 있었음에도 불구하고 좋은 관계를 유지하였다. 1778년에 프라이스는 프리스틀리와 함께 유물론과 필요에 대한 책을 출판하였다. 프리스틀리와는 반대로 프라이스는 인간의 자유로운 인과 형성과 인간 영혼의 비물질성, 통일성을 주장하였다. 상반된 주장을 하였음에도 불구하고 둘 모두 유니테리언 주의자로 불린다. 프라이스는 아리안주의자라기보다는 소키누스주의자에 가까웠다.
대 미국 전쟁에 대한 책자는 프라이스를 유명하게 만들었다. 그는 많은 대중들 앞에서 설교하기도 하였으며, 셸번 공작으로부터 많은 지원을 받았다. 1786년 프라이스 부인이 사망하였다. 프라이스 부부 사이에 자식은 없었다. 프라이스는 1791년 4월 19일 병으로 사망하였다.

## 사상
프라이스의 사상은 주로 윤리 부분에 있어서 중요하게 여겨진다. 1757년에 출판된 Review of the Principal Questions in Morals에 그의 사상이 잘 드러나 있다. 이 책은 총 10장으로 구성되어 있으며 첫 번째 장은 그의 도덕 이론을 제시하고 있고, 나머지 장은 부가적인 설명, 그리고 그의 사상과 조지프 버틀러, 이마누엘 칸트 등과의 관계를 드러내고 있다. 이 책은 프랜시스 허치슨의 사상을 논박하는 목적에서 쓰였지만, 책 자체는 논쟁적이라기보다는 건설적이었다.

## 그 밖의 저서
이미 언급 된 것들을 제외하고, 프라이스는 다음과 같은 책을 저술하였다.
- Essay on the Population of England (2판, 1780년)
- Observations on the importance of the American Revolution and the means of rendering it a benefit to the World (1784년)

## 같이 보기
- 자유주의

## 참고 문헌
- ed. by Cambridge University Press, Encyclopaedia Britannica: a dictionary of arts, sciences, literature and general information, 11th edition, London: Cambridge University Press, 1910~1911.